# Побережник довгоногий
Побережник довгоногий (Calidris himantopus) — вид сивкоподібних птахів родини Баранцеві (Scolopacidae).

## Поширення
Гніздиться у відкритих арктичних тундрах Північної Америки. Це мігрант на відстані, який зимує переважно на півночі Південній Америці. Інколи, як залітний птах, зустрічається у Західній Європі, Японії та Північній Австралії.